# Bleu de Bresse
El Bleu de Bresse és un formatge francès del País de Bresse. Es tracta d'un formatge blau, amb una pasta untuosa i molt cremós.

## Elaboració
Es tracta d'un formatge de llet de vaca, amb la pasta florida d'un pes mitjà de 250 gr. Avui dia, l'elaboració d'aquest formatge és essencialment industrial.

## Degustació
És excel·lent de juny a octubre després d'un afinament de 3 setmanes. Combina molt bé amb vins blancs dolços, com els Rivesaltes o el Monbazillac.